# Задорное
Задо́рное (до 1945 года Чонгурчи́; укр. Задорне, крымскотат. Çoñğurçı, Чонъгъурчы) — село в Черноморском районе Крыма, входит в состав Кировского сельского поселения (согласно административно-территориальному делению Украины — Кировского сельсовета Автономной Республики Крым).

## Население
| 2001 | 2014 |
| ---- | ---- |
| 211  | ↘59  |

Всеукраинская перепись 2001 года показала следующее распределение по носителям языка
| Язык             | Процент |
| ---------------- | ------- |
| русский          | 40.76   |
| украинский       | 25.12   |
| крымскотатарский | 8.53    |
| другие           | 25.56   |

### Динамика численности
| - 1892 год — 150 чел. - 1900 год — 111 чел. - 1915 год — 265/38 чел. - 1926 год — 300 чел. - 1939 год — 231 чел. | - 1989 год — 643 чел. - 2001 год — 211 чел. - 2009 год — 126 чел. - 2014 год — 59 чел. |

## География
Задорное — небольшое село на востоке района, на Тарханкутской возвышенности, у границы с Раздольненским, высота центра села над уровнем моря — 71 м. Ближайшие населённые пункты примерно в 7 км — Кировское на юго-запад, и Зоряное на северо-запад и Нива Раздольненского района на восток. Расстояние до райцентра около 50 километров (по шоссе), ближайшая железнодорожная станция — Евпатория — примерно 60 километров. Транспортное сообщение осуществляется по региональной автодороге 35Н-609  от шоссе 35Н-602 Далёкое — Знаменское (по украинской классификации — С-0-11701).

## Современное состояние
На 2016 год в Задорном числится 2 улицы; на 2009 год, по данным сельсовета, село занимало площадь 131,4 гектара, на которой в 101 дворе числилось 126 жителей. Действуют фельдшерско-акушерский пункт и магазин, ранее работали клуб и библиотека. Село связано автобусным сообщением с райцентром, Евпаторией, Симферополем и соседними населёнными пунктами.

## История
Деревня Русская Чунгурча, на территории Курман-Аджинской волости Евпаторийского уезда, была основана между 1865 годом (на трехверстовой карте 1865 года её ещё нет) и 1876 годом, когда, на карте, с корректурой 1876 года, уже обозначена деревня с 16 дворами. Согласно «…Памятной книжке Таврической губернии на 1892 год», в деревне Чонгурчи, входившей в Чонгурчинское сельское общество, было 150 жителей в 24 домохозяйствах.
Земская реформа 1890-х годов в Евпаторийском уезде прошла после 1892 года, в результате Чонгурчи приписали к Агайской волости.
По «…Памятной книжке Таврической губернии на 1900 год» в деревне, входившей в Чонгурчинское сельское общество, числилось 111 жителей в 17 дворе. На 1914 год в селении действовала земская школа. По Статистическому справочнику Таврической губернии. Ч.II-я. Статистический очерк, выпуск пятый Евпаторийский уезд, 1915 год, в деревне Чонгурчи Агайской волости Евпаторийского уезда числилось 35 дворов с русским населением (30 дворов с землёй, 5 — безземельные) в количестве 265 человек приписных жителей и 38 — «посторонних», из которых 153 мужчины и 150 женщин. Жители владели 430 десятинами удобной земли. В хозяйствах имелось 325 лошадей, 108 волов, 104 коровы и 1536 голов мелкого скота.
После установления в Крыму Советской власти, по постановлению Крымревкома от 8 января 1921 года № 206 «Об изменении административных границ» была упразднена волостная система и в составе Евпаторийского уезда был образован Бакальский район, в который включили село, а в 1922 году уезды получили название округов. 11 октября 1923 года, согласно постановлению ВЦИК, в административное деление Крымской АССР были внесены изменения, в результате которых округа были отменены, Бакальский район упразднён и село вошло в состав Евпаторийского района. Согласно Списку населённых пунктов Крымской АССР по Всесоюзной переписи 17 декабря 1926 года, в селе Чонгурчи (русский), Агайского сельсовета Евпаторийского района, числилось 64 двора, из них 59 крестьянских, население составляло 300 человек, из них 295 русских, 4 украинцев, 1 записан в графе «прочие», действовала русская школа. Согласно постановлению КрымЦИКа от 30 октября 1930 года «О реорганизации сети районов Крымской АССР», был восстановлен Ак-Мечетский район (по другим данным 15 сентября 1931 года) и село включили в его состав. По данным всесоюзной переписи населения 1939 года в селе проживал 231 человек. Видимо, тогда же был создан Чонгурчинский сельсовет, поскольку на 1940 год он уже существовал.
Указом Президиума Верховного Совета РСФСР от 21 августа 1945 года Чонгурчи был переименован в Задорное и Чонгурчинский сельсовет — в Задорновский. С 25 июня 1946 года Водопойное в составе Крымской области РСФСР. 26 апреля 1954 года Крымская область была передана из состава РСФСР в состав УССР. С начала 1950-х годов, в ходе второй волны переселения (в свете постановления № ГОКО-6372с «О переселении колхозников в районы Крыма»), в Черноморский район приезжали переселенцы из различных областей Украины. Время упразднения сельсовета и включения в состав Кировского пока не установлено: на 15 июня 1960 года село уже числилось в его составе. По данным переписи 1989 года в селе проживало 643 человека. С 12 февраля 1991 года село в восстановленной Крымской АССР, 26 февраля 1992 года переименованной в Автономную Республику Крым. С 21 марта 2014 года в составе Крыма аннексировано Россией.